# Nowęcin
Nowęcin (kaszb. Nowi Dwór, niem. Neuhof) – wieś w Polsce, położona w województwie pomorskim, w powiecie lęborskim, w gminie Wicko, około 3 kilometry na południowy wschód od Łeby, nad jeziorem Sarbsko. Siedziba sołectwa Nowęcin.
W Nowęcinie znajduje się zabytkowy pałac, którego początki sięgają końca XIV w. Z powodu bliskości plaży (ok. 2,5 km) ścieżką dla pieszych i rowerzystów, oraz 4,5 km samochodem stanowi świetną bazę do wypoczynku w spokoju po pobycie na plaży, czy po wycieczkach pieszych i rowerowych po okolicznych lasach z odwiedzeniem leśnego jeziora “Czarne“ z pięknym miejscem do kąpieli z piaszczystą plażą. Miejscowość posiada dobrze rozwiniętą bazę noclegową, dwa ośrodki jazdy konnej, smażalnię ryb i kilka sklepów umożliwiających zaopatrzenie w artykuły spożywcze.
Nowęcin został włączony do Polski w 1945.
W latach 1975–1998 wieś administracyjnie należała do województwa słupskiego.
| SIMC    | Nazwa | Rodzaj     |
| ------- | ----- | ---------- |
| 0752622 | Lucin | przysiółek |

Dynamiczny rozwój turystyczny sąsiedniej Łeby doprowadza do stopniowego przekształcania się miejscowości w południowo-wschodnie przedmieście tego nadbałtyckiego miasteczka.
Znajdują się tu dwa ośrodki jeździeckie z możliwością nauki jazdy dla jeźdźców o różnym poziomie zaawansowania, jazdy w terenie, łącznie z przejażdżkami po plaży i kilkudniowymi rajdami:
- "Stadnina Koni Maciukiewicz" ul. św. Huberta 4 mieści się w zrewitalizowanych, z zachowaniem starej struktury i charakteru (czerwona cegła) budynkach gospodarczych z dostawieniem nowych w tym samym charakterze, której właścicielami są Bogna i Franciszek Maciukiewiczowie. Posiada restaurację “Pod gołębnikiem“ i pokoje gościnne[8]

- "Ośrodek Jeździecki SENNY" ul. św. Huberta 6 – właściciel Jan Jurkiewicz[9]

Bliskość Jeziora Sarbsko z ośrodkiem SURF SARBSK Windsurfing & Kitesurfing (Przybrzeżna 17, 84-352 Sarbsk) stwarza dogodne warunki do uprawiania sportów wodnych, takich jak windsurfing i kitesurfing.

## Zabytki
- Pałac w Nowęcinie – (niem. Schloss Neuhof (Pommern)) wpisany jest do rejestru zabytków NID[10] jako zespół pałacowy, Nowęcin, ul. Jeziorna 2, XVI, 1909, 1960, nr rej.: A-1172 z 2.07.1987: pałac i park.

Początki pałacu sięgają XIV wieku, kiedy w 1372  Dietrich von Weiher otrzymał te ziemie. Kiedy po silnym sztormie w wyniku gwałtownej fali zalewowej siedziba uległa zniszczeniu, Claus von Wiher umocnił fosę i jej wały, oraz zbudował nowy zamek- „neuen Hof“ i stąd jego niemiecka nazwa Schloss Neuhof.
W połowie XVI wieku Ernst von Weiher przebudował zamek w stylu renesansowym i dobudował do kapliczki Jerusalem  wschodnie skrzydło. Kaplica nadal ma sklepienie kolebkowe z lunetami, a w niszy tablicę wotywną z napisem GWMUITG – 1567 – EWAUM -  (niem.- Gott war mit uns in Todesgefahr – Er wirkt an uns Mächtiglich) (pol. – Bóg był w niebezpieczeństwie z nami – On potężnie na nas działa), podarowaną prawdopodobnie przez  Ernesta Wejhera (Ernst von Weiher), który w 1567 ciężko ranny powrócił z wojny w Inflantach.
Po II wojnie światowej pałac przejął PGR w Charbrowie. W latach 90. XX w. pałac przejął prywatny właściciel i przeprowadził remont kapitalny obiektu. Elewacje zewnętrzne są otynkowane, a dachy okryte dachówką ceramiczną, tzw. karpiówką. Reprezentacyjną częścią pałacu jest hol – jest to dawna kaplica zwana Jeruzalem – w którym zachowała się oryginalna boazeria z okresu przebudowy z 1909/1910 roku. Obecnie w pałacu znajduje się hotel z restauracją "Zamek Nowęcin" z pokojami i apartamentami, część pomieszczeń pełni funkcje administracyjne, a na pierwszym piętrze istnieje kawiarnia
- Osobny artykuł: Pałac w Nowęcinie.

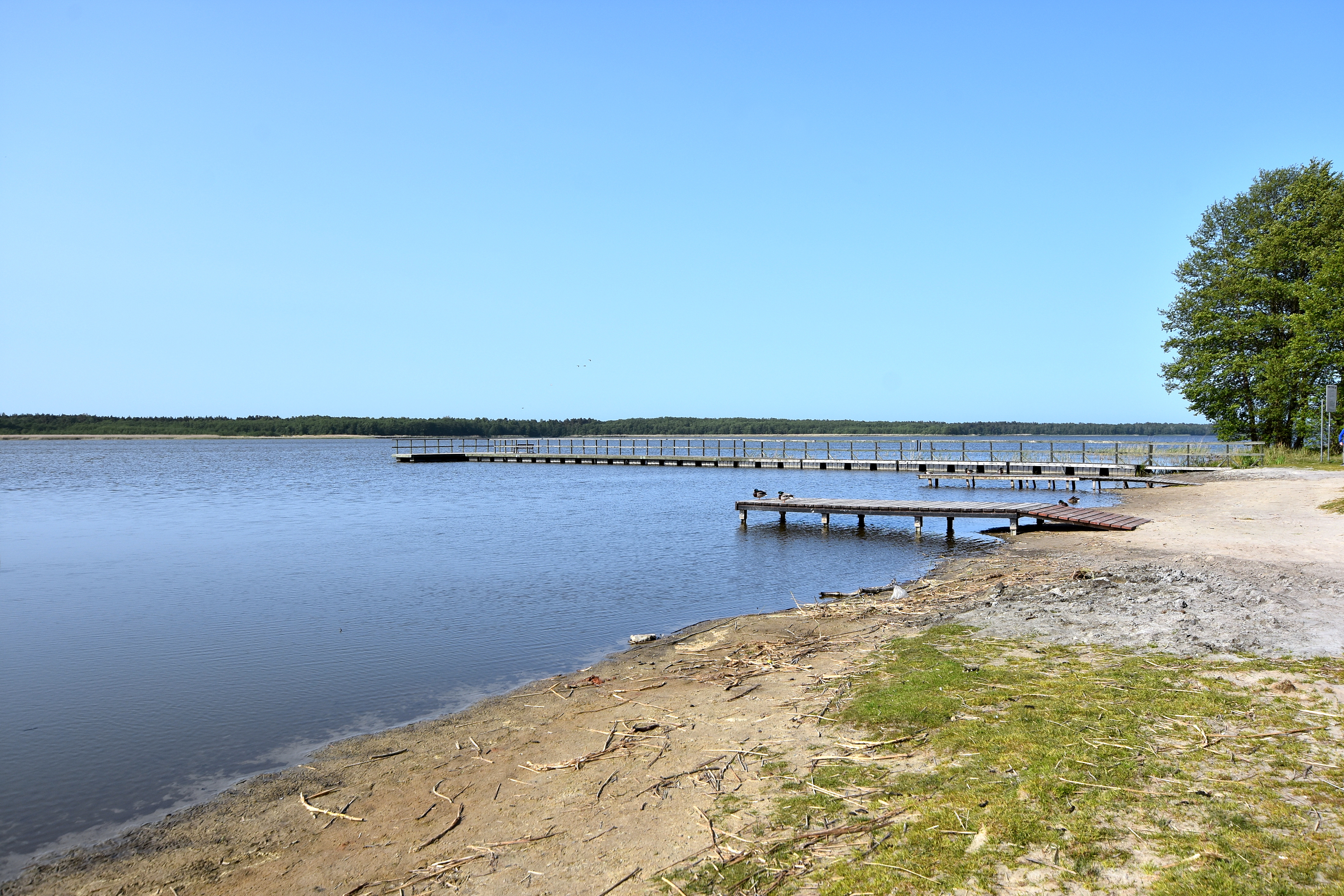
Jezioro Sarbsko w Nowęcinie
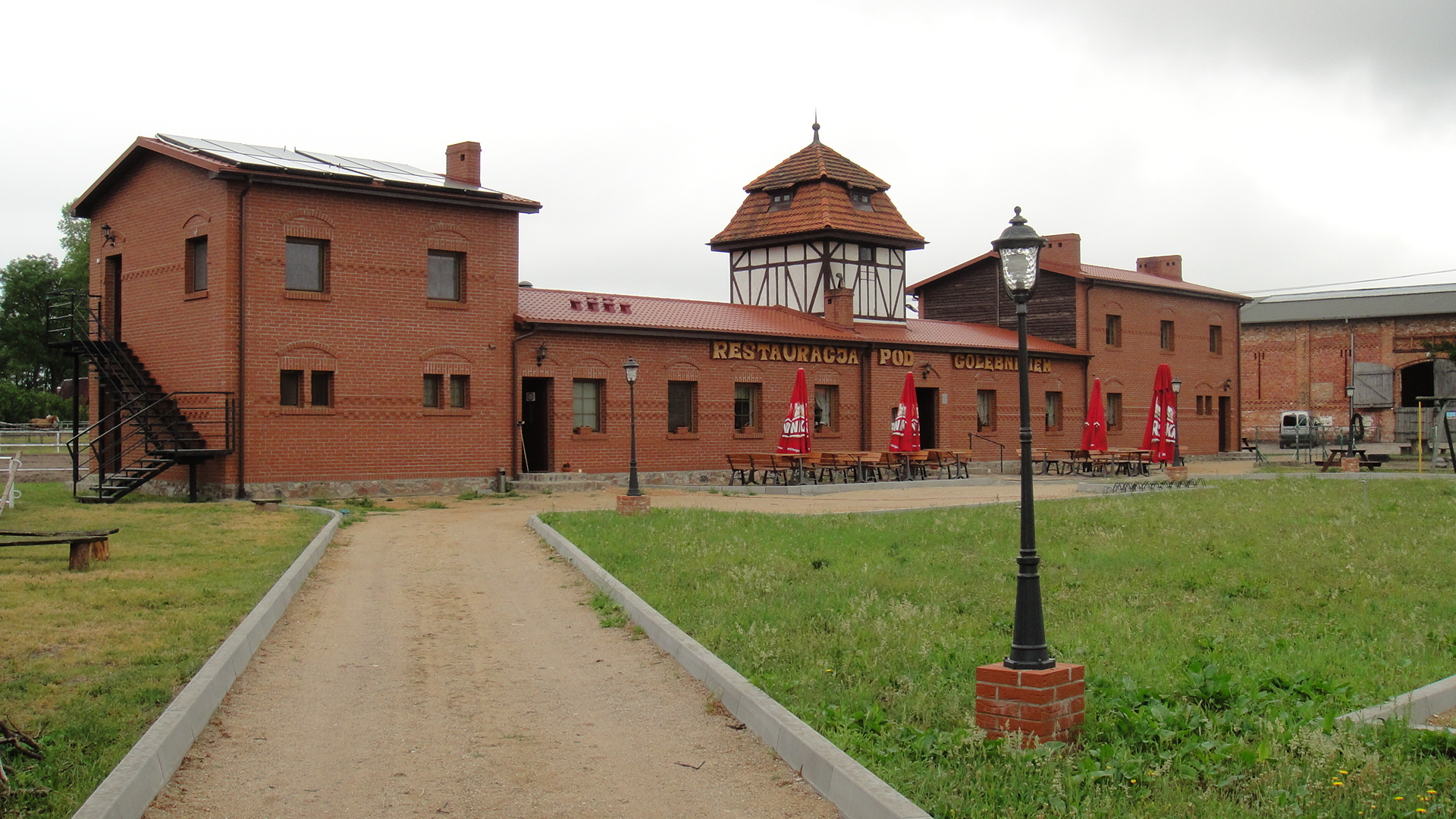
Restauracja "Pod Gołbęnikiem" w Stadninie Koni Maciukiewicz
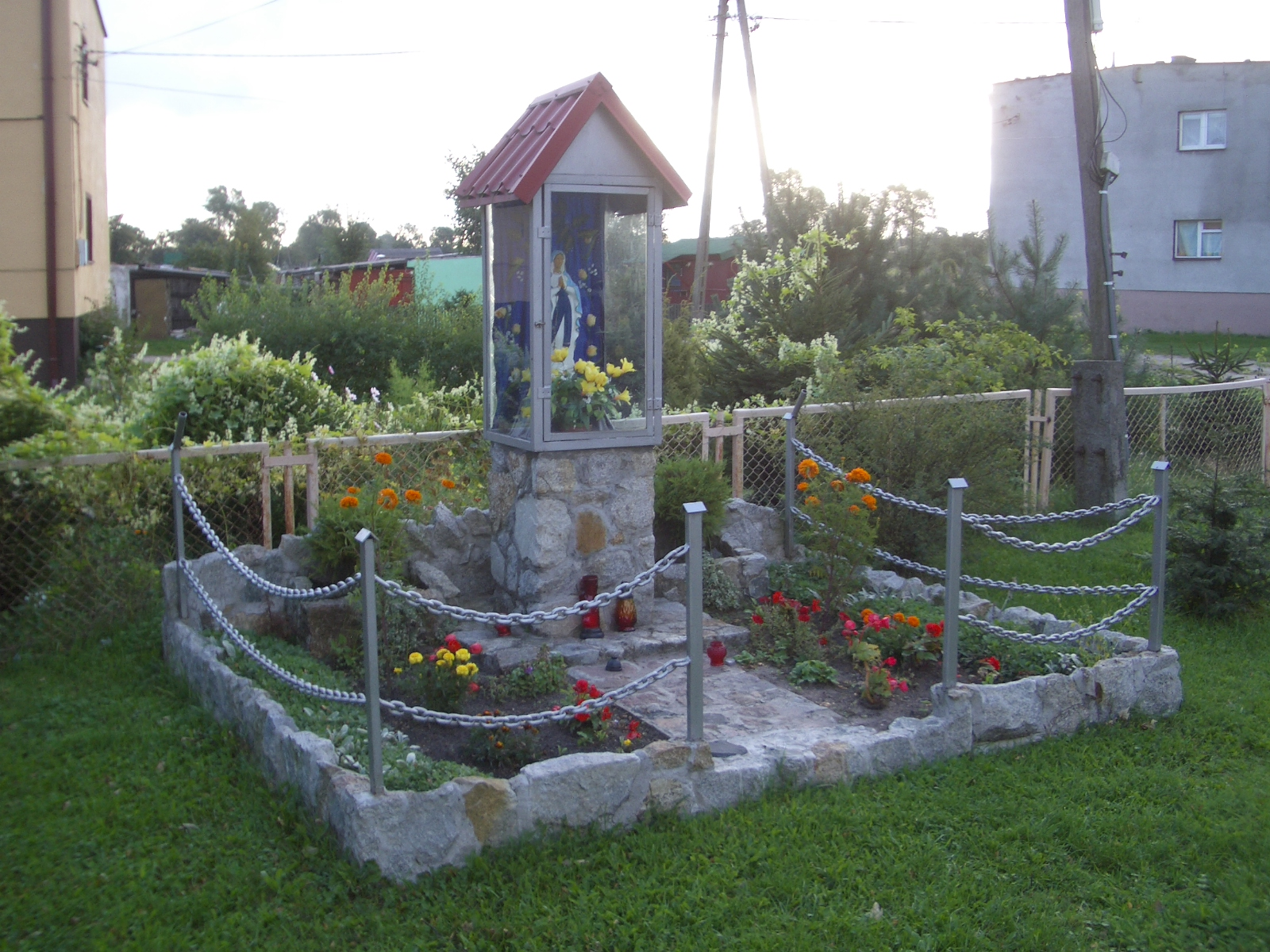
Kapliczka

## Do zobaczenia w okolicy
- Słowiński Park Narodowy z ruchomymi wydmami
- Latarnia Morska Stilo
- Jezioro Czarne
- Muzeum Wsi Słowińskiej w Klukach
- Sea Park Sarbsk w Sarbsku
- Muzeum Wyrzutni Rakiet w Rąbce
- Pałac w Sasinie[12]